# 1998 UZ8
1998 UZ8 är en trojansk asteroid i Jupiters lagrangepunkt L4. Den upptäcktes 17 oktober 1998 av Beijing Schmidt CCD Asteroid Program vid Xinglong-observatoriet.